# John Pierce (Musiker)
John Pierce ist ein US-amerikanischer Musiker. Er ist seit 1994 Bassist der Band Huey Lewis & the News, spielte aber bereits 1986 als Ersatz für den verletzten Mario Cipollina auf der Tournee zum Album Fore! für einen Monat mit der Gruppe. Seit 2020 ist er Bassist bei Toto. Daneben ist Pierce ein gefragter Sessionmusiker.

## Biografie
Pierce wuchs in Hollywood auf und erlernte ab seinem fünften Lebensjahr das Spielen verschiedener Musikinstrumente, bevor er sich für den Bass entschied. Er studierte zwei Jahre lang Musik am Berklee College of Music in Boston. Anschließend wurde aus ihm ein gefragter Sessionmusiker, und er nahm Alben mit Mick Jagger, Tom Petty, Bruce Hornsby, Paul Westerberg und Boz Scaggs auf.
In den 2010er Jahren beteiligte er sich auch an den Aufnahmen von Alben für Colbie Caillat (Breakthrough, 2009), Clay Aiken (A Thousand Different Ways/Measure of a Man, 2010), Steve Lukather (Transition, 2013), Jeff Golub (The Vault, 2015) und seit 2020 bei Toto.

## Diskografie
mit Huey Lewis & the News
- Plan B (2001)
- Live at 25 (2005)
- Soulsville (2010)
- Weather (2020)